# Кабинет доктора Калигари
«Кабине́т до́ктора Калига́ри» (нем. Das Cabinet des Dr. Caligari) — классический остросюжетный немой фильм, положивший начало немецкому киноэкспрессионизму. Первый в истории кинофильм, передающий на экране изменённые состояния человеческого сознания. Премьера фильма состоялась 26 февраля 1920 года в Берлине. Он пользовался большим успехом во всём мире и оказал существенное влияние на дальнейшее развитие мирового киноискусства.

## Сюжет
В саду на лавочке сидят двое довольно унылых мужчин. Один из них, пожилой, сообщает своему более молодому собеседнику, Францу (Фридрих Фехер), что их окружают духи, которые не дают ему вернуться домой, к жене и ребёнку. На садовой дорожке появляется девушка (Лиль Даговер) в свободном белом платье, похожем на саван, и отрешённо проходит мимо. Франц рассказывает, что это была его невеста и что на их долю выпали ужасные переживания, рассказ о которых следует далее.
Всё началось в маленьком городке Хостенвилле на ежегодной ярмарке, на которой впервые появился таинственный доктор Калигари (Вернер Краус). Он пришёл в городскую управу за разрешением показать на ярмарке свою диковинку — сомнамбулу. Крикливый чиновник — городской секретарь — заставляет доктора долго ждать, а затем перенаправляет его к другим чиновникам. Ночью происходит первое таинственное убийство — городского секретаря находят зарезанным в его спальне.
Молодой человек по имени Алан (Ханс Генрих фон Твардовски) соблазняется на призывы ярмарочных листовок и уговаривает своего приятеля Франца пойти с ним. На ярмарке они заходят в балаган под названием «Кабинет доктора Калигари», где доктор показывает публике сомнамбулу Чезаре (Конрад Фейдт), который спит вот уже 23 года и просыпается только по приказу Калигари. Калигари утверждает, что Чезаре ясновидящий и может предсказывать будущее, и предлагает публике задавать ему вопросы. Алан спрашивает у Чезаре, сколько ему осталось жить. Чезаре отвечает, что Алану осталось жить лишь до рассвета.
Вечером приятели возвращаются с ярмарки и встречают красавицу Джейн, в которую оба немедленно влюбляются. Они договариваются, что кого бы из них девушка ни предпочла, они останутся друзьями. Ночью неизвестный пробирается в спальню Алана и убивает его. Узнав о гибели друга, потрясённый Франц вспоминает о пророчестве Чезаре. Он сообщает полиции о своих подозрениях. Затем он идёт к Джейн и рассказывает о гибели Алана ей. Отец Джейн, доктор Олсен, обещает добиться разрешения на допрос Чезаре.
На следующую ночь на месте преступления пойман убийца, и все решают, что предыдущие преступления совершены им же. Сообщение об этом прерывает затеянное Францем и доктором Олсеном расследование, когда они уже пришли к Калигари и пытаются разбудить сомнамбулу. Оставив Калигари и Чезаре в покое, они отправляются в полицейский участок, чтобы присутствовать при дознании. Однако пойманный убийца утверждает, что он не имеет отношения к первым двум убийствам — наоборот, он рассчитывал, что его преступление также спишут на таинственного ночного убийцу.
Джейн, не дождавшись возвращения Франца и отца, сама отправляется на ярмарку. Калигари приглашает её в шатер и пугает, показывая проснувшегося Чезаре. Джейн убегает. Ночью Франц пробирается на ярмарку, заглядывает в окошко фургончика и видит Калигари, который спит, сидя рядом с неподвижно лежащим Чезаре. Франц остаётся дежурить возле фургончика.
Но в это же самое время Чезаре крадётся по улицам города, сливаясь с тенями. С ножом в руке он пробирается в спальню к Джейн. Однако вместо того, чтобы убить её, он, поражённый её красотой, похищает её и уносит по крышам домов. Крики Джейн будят доктора Олсена. Тот поднимает тревогу. Спасаясь от погони, обессиленный Чезаре бросает девушку и затем сам теряет сознание.
Узнав от Джейн, что на неё напал Чезаре, Франц никак не может ей поверить — ведь он всё это время следил за Калигари и Чезаре. Он убеждается, что пойманный убийца по-прежнему сидит в тюрьме, и возвращается с полицейскими на ярмарку. Они требуют, чтобы Калигари предъявил им сомнамбулу. Оказывается, что в ящике лежит не Чезаре, а изображающая его кукла. Калигари убегает и скрывается от преследующего его Франца в психиатрической лечебнице. Франц осведомляется у врачей, есть ли у них пациент по имени Калигари. Ему предлагают поговорить с директором клиники, которым оказывается сам Калигари.
Франц рассказывает врачам о том, что произошло в городе. Ночью они обыскивают кабинет директора клиники и находят старинный трактат о сомнамбулизме, где рассказана история о докторе Калигари, который в 1783 году в Северной Италии организовал серию убийств руками сомнамбулы Чезаре, а также дневник директора, где тот пишет об опытах с сомнамбулой и о том, что спящего можно заставить делать всё что угодно против его воли. Узнав тайны сомнамбулизма, мечтает в дневнике директор, он сможет стать новым Калигари.
В этот момент приходит санитар и сообщает, что сомнамбулу нашли мёртвым в лесу. Франц предъявляет Чезаре директору клиники и требует, чтобы тот признался, что Калигари — это он. Директор впадает в буйство, на него надевают смирительную рубашку. «С тех пор, — заканчивает Франц свой рассказ, — безумец так и сидит в своей клетке».
Франц и его собеседник входят в общую залу психиатрической клиники, где находятся Джейн, Чезаре и другие душевнобольные. Франц спрашивает Джейн, когда же она выйдет за него замуж, но девушка отвечает, что «королевы не властны следовать велениям своих сердец», она безумна. В залу спускается директор клиники, которого Франц обвиняет в том, что он — тот самый Калигари. На Франца надевают смирительную рубашку. Он — сумасшедший, и весь его рассказ — бредовые видения.
Директор клиники говорит, что теперь, поняв характер мании Франца, он может ему помочь. Директор надевает очки и становится похож на Калигари.

## В ролях
- Фридрих Фехер — Франц
- Вернер Краус — доктор Калигари
- Конрад Фейдт — Чезаре
- Лиль Даговер — Джейн Олсен, невеста Франца
- Ханс Генрих фон Твардовски — Алан
- Рудольф Леттингер — доктор Олсен
- Эльза Вагнер — хозяйка

## Создание
Сценарий фильма был задуман Карлом Майером и Хансом Яновицем как метафора безумия власти, которая ввергает подчинённый ей «спящий» народ в страшные бедствия, — имелась в виду, конечно, проигранная Германией мировая война. Кроме того, на сценарий оказали влияние произведения Гофмана и Стивенсона, фильмы «Гомункулус» и «Голем», германская мифология. Имя «Калигари» было заимствовано из книги, прочитанной Майером, где упоминался офицер Калигари.
Также в основу сценария были положены личные переживания сценаристов, их жизненные события и опыт. Например, Яновиц осенним вечером 1913 года в Гамбурге случайно забрёл в плохо освещённый парк развлечений. Увидев красивую девушку, он направился за ней и пришёл в безлюдное место, девушка же исчезла в зарослях кустов. Когда он решил, что уже потерял её, из кустов быстро вышел и сразу скрылся человек в тёмной одежде. На следующий день в газетах сообщалась новость, что именно в этом месте была зверски убита молодая девушка. Некоторые элементы этой истории впоследствии были использованы в сценарии.
Карл Майер также вложил в сценарий элементы своего жизненного опыта: его психически больной отец покончил жизнь самоубийством, некоторое время Карл был бродягой, работал в театре, также ему приходилось сталкиваться с армейскими врачами-психиатрами.
Первоначально режиссёром фильма должен был стать Фриц Ланг, но он к началу съёмок оказался занят в другом проекте. Однако именно Лангу принадлежит идея «закольцевать» сюжет фильма эпизодами в сумасшедшем доме и тем самым кардинально изменить его трактовку.
Фильм снимался целиком в далёких от реальности декорациях с искажёнными пропорциями, что объясняется стремлением изобразить на экране сознание психически больного человека, неадекватно воспринимающего действительность. От актёров по тем же причинам требовали гротескно преувеличенной жестикуляции и мимики.
В США, чтобы сорвать демонстрацию фильма, конкуренты компании, которая занималась прокатом, даже организовали марши протеста ветеранов войны под лозунгом «не будем смотреть фильмы, снятые врагами Америки».

## Отзывы
- Жан Эпштейн:

Весь этот фильм — декорация, не что иное, как натюрморт, в котором живые элементы уничтожены взмахом кисти.— Жан Эпштейн
- Сергей Эйзенштейн писал, что все тенденции экспрессионизма собрались в «Докторе Калигари»:

Все эти тенденции собрались в клубок в знаменитом «Докторе Калигари» (1920), в этом варварском празднике самоуничтожения здорового человеческого начала в искусстве, в этой братской могиле здоровых кинематографических начал, в этом сочетании немой истории действия, ассортименте раскрашенных холстов, намалёванных декораций, расписанных улиц, противоестественных изломов и поступков, чудовищных химер.
— Сергей Эйзенштейн
- Кеннет МакГоуэн, американский кинокритик:

Этот фильм гораздо более захватывающий и пленяющий, чем вся наша бесчисленная кинопродукция.
- Уиллард Хантингтон Райт, американский искусствовед:

«Кабинет доктора Калигари» представляет ту неизбежную линию, по которой будет развиваться кино… Первый же американский продюсер, который поймёт это и, набравшись ума и храбрости, двинется в этом направлении… не только финансово преуспеет, но и войдёт в историю как по-настоящему значительная фигура американской кинопромышленности.
- Лотта Айснер, немецкий историк кино:

Поражающие воображение экспрессионистские декорации, безусловно, внесли решающий вклад в создание необыкновенной стилистики этой картины, на которую уже искусство Карла Майера наложило отпечаток исключительности. В совокупности это имело даже большее значение, чем режиссура Роберта Вине… Именно после «Кабинета доктора Калигари» художники-постановщики в Германии стали вписывать персонажей фильмов в общую картину своих декораций. Каждый эскиз уже соответствовал определенной точке съемки… После выхода «Калигари» на экраны кинотеатров особой школы последователей у создателей этого фильма не появилось, однако немецкие кинематографисты долгое время оставались под его влиянием.

## Ремейки фильма
- «Кабинет Калигари» (The Cabinet of Caligari, США, 1962 год, режиссёр Роджер Кэй). Фильм не является прямым ремейком, однако концепция и идейный образ доктора Калигари были взяты за основу фильма.
- «Доктор Калигари» (Dr. Caligari, США, 1989 год, режиссёр Стивен Саядян). Фильм о психиатрической клинике, в которой проводят странные опыты по пересадке гипоталамуса. Психиатрическую клинику возглавляет внучка знаменитого доктора Калигари.
- «Кабинет доктора Рамиреса» (The Cabinet of Dr. Ramirez, Франция, Германия, США, Великобритания, 1991 год, режиссёр Питер Селларс)[7]. Роль Сезара (Чезаре) сыграл Михаил Барышников. Персонажи фильма не произносят ни одного слова, передавая друг другу по ходу действия пророческие записки сомнамбулы, которые и выполняют роль немногочисленных титров к фильму.
- «Кабинет доктора Калигари» (The Cabinet of Dr. Caligari, США, 2005 год, режиссер David Lee Fisher, в ролях: Judson Pearce Morgan, Daamen J. Krall, Doug Jones). Полное повторение оригинального фильма 1920 г., снятое с современными актерами и с незначительным использованием цвета (в финальных сценах).

## Влияние
- Группа Rainbow использовала стилистику фильма в своём клипе «Can’t Let You Go».
- В одной из сцен фильма «Правила секса», когда один из главных героев Шон пришёл к музыканту-наркоману требовать свой долг в 500 долларов, позади Шона по телевизору демонстрировался данный фильм.
- В шестом эпизоде четвёртого сезона сериала «Z Nation» главные герои попадают в заброшенную лабораторию, где проводил свои опыты доктор Калигари.
- В мультфильме «Смешарики. Начало» главного злодея в телешоу зовут Калигари.
- Группа Rob Zombie использовала стилистику фильма в своём клипе «Living Dead Girl».
- Группа Red Hot Chili Peppers использовала визуальную стилистику фильма в своём клипе «Otherside».
- Кадр крупным планом открывшего глаза Чезаре использован в качестве одной из фотографий преступников в картотеке Шерлока Холмса в фильме Игоря Масленникова «Шерлок Холмс и доктор Ватсон».
- Уникальное художественное оформление фильма и использованные в нём декорации создали художники-экспрессионисты из группы «Der Sturm» — Герман Варм, Вальтер Рёриг и Вальтер Райман, которые выдвинули новаторскую идею, что фильмы должны смотреться как «ожившие рисунки».
- Тим Бёртон признался, что этот фильм (наряду с «Франкенштейном» Джеймса Уэйла (1931), «Колодцем и маятником» Роджера Кормана (1961) и др.) очень повлиял на него в детстве.
- «Кабинет Калигари» упоминается в песне Умки и Броневичка «Камикадзе».
- У группы Abney Park есть песня «The Secret Life of Dr. Caligari».
- В честь фильма Леммони Сникет назвал карнавал Калигари в книге «33 несчастья:Кровожадный карнавал» .
- В середине фильма «Маньяк», главные герои фильма смотрят данный фильм в кинотеатре.
- В фильме Джима Джармуша «Выживут только любовники» Адам (Том Хиддлстон) представляется в больнице как Доктор Калигари.
- В сериале «Леденящие душу приключения Сабрины» во второй части 2019 года упоминалось «Калигари» — «заклинание послушной жены», которое наложил отец Блэквуд на свою супругу Зельду Спеллман/Блэквуд.
- Рок группа Toundra в 2020 году выпустила альбом «Das Cabinet des Dr. Caligari» (Кабинет доктора Калигари)[8]
- В фильме «Невыносимая тяжесть огромного таланта» (2022) Николас Кейдж неоднократно называет этот фильм своим любимым.
- В фильме «Второй трагический Фантоцци» (1976), главный герой бухгалтер Уго Фантоцци, чтобы пройти профаттестацию, на вопрос председателя комиссии об экспрессионизме в немецком кинематографе упоминает этот фильм, как шедевр в данной области, однако делает ошибку в названии — «Кабинет доктора Калигариса».